# Petubastis I
Petubastis I (nom hel·lenitzat) és el faraó fundador de la dinastia XXIII, la (segona) dinastia tanita de l'antic Egipte. És un rei controvertit, adversari dels faraons de la línia tebana d'aquesta dinastia del Tercer període intermedi. És freqüent trobar dinasties coincidents en el temps durant tots els períodes intermedis d'Egipte (primer, segon i tercer), la dinastia fundada per Petubastis va ser contemporània de la dinastia XXII de Bubastis o bubastita. És considerat un dels faraons d'origen libi (en el sentit més ampli que se li donava antigament, dels territoris del nord d'Àfrica i a l'oest d'Egipte, vegeu:Líbia).
Diverses fonts basades en els escrits desapareguts de Manethó donen diverses dades sobre el regnat de Petubastis. Segons Juli Africà aquest va ser el primer rei de Tanis, va governar durant 40 anys i, durant el seu regnat, es va celebrar la primera Olimpíada de la història. Eusebi de Cesarea en canvi li atorga un regnat de tan sols 25 anys. Tot i que es considera la ciutat de Tanis com a capital de la dinastia, és possible que durant els primers temps la capital fos Leontòpolis, una altra ciutat del Baix Egipte, també al delta del riu Nil. A la fi del seu regnat va nomenar co-regent el seu fill Iuput I.

## La guerra civil
Durant el regnat de Petubastis es va produir una lluita pel poder que va desembocar en guerra civil a la zona de Tebes entre, com a mínim, dues faccions encapçalades d'una banda pel mateix Petubastis i de l'altra per Takelot II, faraó de la dinastia XXII i després Osorkón III, de la mateixa dinastia que Petubastis. La guerra civil va durar uns trenta anys. La principal font d'informació existent són les Cròniques del príncep Osorkón (futur Osorkón III), un recull de textos que documenten les activitats del príncep a Tebes, inscrits al portal bubastita del recinte d'Amon Ra a Karnak.
No està del tot clara la relació d'aliances i enemistats entre les dues dinasties (la XXII i la XXIII) ni entre els membres d'una mateixa dinastia. Se sap que ambdues dinasties tenien familiars directes entre els poderosos sumes sacerdots d'Amon, amb seu al temple de Karnak, a l'antiga Tebes, la capital religiosa del país, influència que feien servir políticament a favor seu. Se sap que també va coincidir amb el successor de Takelot II, Sheshonq III, amb el qual devia mantenir una bona relació, ja que se sap que Pashedbast B, fill de Sheshonq III i general en cap de l'exèrcit del seu pare, va fer edificar una entrada d'un vestíbul al piló X del temple de Karnak i la va dedicar al seu pare el rei Sheshonq, però el va datar segons el regnat de Petubastis (a l'Antic Egipte no es seguia una cronologia estàndard sinó que es dataven fets i monuments segons l'any de regnat del faraó que governava en aquell moment, d'aquí que siguin essencials per a datar la història de l'Antic Egipte les llistes reials com la del Papir de Torí).

## El tors de bronze
El tors de bronze que formava part d'una estàtua de cos sencer del faraó Petubastis I es troba, des del 1921, al Museu Calouste Gulbenkian de Lisboa, a Portugal. És considerat una de les obres cabdals de l'art del tercer període intermedi. És una de les poques estàtues de bronze de grans mides supervivents de l'Antic Egipte i l'única d'un faraó del tercer període intermedi. Es desconeix el seu origen exacte però és considerada una obra autèntica de l'època del faraó. Als cartutxos reials inscrits al cinturó, que van ser restaurats, es poden llegir les diferents titulacions del faraó: "Usermaatra Setepenamon (Poderosa és la justícia (Maat) de Ra, escollit d'Amon), Padibastet Meriamon (La saviesa de Bastet, estimat d'Amon), Rei de l'Alt i el Baix Egipte, Senyor de les dues terres, Fill de Ra, Fill de Bastet estimat d'Amon."